# Rudniki
Rudniki è un comune rurale polacco del distretto di Olesno, nel voivodato di Opole.
Ricopre una superficie di 100,52 km² e nel 2006 contava 8 547 abitanti.